# USS LST-206
O USS LST-206 foi um navio de guerra norte-americano da classe LST que operou durante a Segunda Guerra Mundial.